# 파리 장가네흐
파리 장가네흐(페르시아어: پری زنگنه, 1939년 ~ )는 이란의 가수이다. 자동차 사고로 인해 시력을 잃었다.